# Olympic Air
Olympic Air – grecka regionalna linia lotnicza z siedzibą w Atenach, należąca do Aegean Airlines. Głównym węzłem jest port lotniczy Ateny. 

## Historia
Powstałe po sprywatyzowaniu państwowych Olympic Airlines w 2009
W 2010 Aegean Airlines, główny rywal na rynku ogłosił chęć przejęcia Olympic Air. Spotkało się to jednak ze sprzeciwem Komisji Europejskiej, która zablokowała transakcję w styczniu 2011 argumentując decyzję obawami o monopolizację greckiego rynku lotniczego. Ostatecznie w październiku 2013, po uwzględnieniu trudnej sytuacji finansowej Olympic Air oraz ograniczeniu liczby oferowanych połączeń przez obie linie lotnicze, Komisja wydała pozwolenie na przejęcie. 
Od tego czasu linia skupia się na rozwoju połączeń krajowych oferując w nich jedynie klasę ekonomiczną, zaś program milowy Travelair Club został zastąpiąny należącym do Aegean Miles+Bonus. Przewoźnik został linią partnerską sojuszu Star Alliance. 
Olympic Air operuje samolotami firm ATR oraz Bombardier. 

## Porty docelowe
Lista regularnych oraz sezonowych lotów Olympic Air:
| Państwo | Miasto          | Port lotniczy                 | Uwagi |
| ------- | --------------- | ----------------------------- | ----- |
| Grecja  | Aleksandropolis | Port lotniczy Aleksandropolis |       |
| Grecja  | Ateny           | Port lotniczy Ateny           | Hub   |
| Grecja  | Kefalinia       | Port lotniczy Kefalinia       |       |
| Grecja  | Chania          | Port lotniczy Chania          |       |
| Grecja  | Chios           | Port lotniczy Chios           |       |
| Grecja  | Heraklion       | Port lotniczy Heraklion       |       |
| Grecja  | Ikaria          | Port lotniczy Ikaria          |       |
| Grecja  | Janina          | Port lotniczy Janina          |       |
| Grecja  | Kalamata        | Port lotniczy Kalamata        |       |
| Grecja  | Karpatos        | Port lotniczy Karpatos        |       |
| Grecja  | Kasos           | Port lotniczy Kasos           |       |
| Grecja  | Kastellorizo    | Port lotniczy Kastellorizo    |       |
| Grecja  | Kawala          | Port lotniczy Kawala          |       |
| Grecja  | Kithira         | Port lotniczy Kithira         |       |
| Grecja  | Korfu           | Port lotniczy Korfu           |       |
| Grecja  | Kos             | Port lotniczy Kos             |       |
| Grecja  | Lemnos          | Port lotniczy Lemnos          |       |
| Grecja  | Leros           | Port lotniczy Leros           |       |
| Grecja  | Milos           | Port lotniczy Milos           |       |
| Grecja  | Mykonos         | Port lotniczy Mykonos         |       |
| Grecja  | Naksos          | Port lotniczy Naksos          |       |
| Grecja  | Lesbos          | Port lotniczy Mitylena        |       |
| Grecja  | Paros           | Port lotniczy Paros           |       |
| Grecja  | Rodos           | Port lotniczy Rodos           | Hub   |
| Grecja  | Saloniki        | Port lotniczy Saloniki        | Hub   |
| Grecja  | Samos           | Port lotniczy Samos           |       |
| Grecja  | Santorini       | Port lotniczy Santorini       |       |
| Grecja  | Skiathos        | Port lotniczy Skiathos        |       |
| Grecja  | Sitia           | Port lotniczy Sitia           |       |
| Grecja  | Zakintos        | Port lotniczy Zakintos        |       |

## Flota
Według stanu na maj 2025 flota Olympic Air składała się z 17 samolotów o średnim wieku 13 lat:
| Samolot    | Samolot | Samolot   | Liczba miejsc | Liczba miejsc | Uwagi                 |
| Model      | Aktywne | Zamówione | E             | Łącznie       | Uwagi                 |
| ---------- | ------- | --------- | ------------- | ------------- | --------------------- |
| ATR 42-600 | 3       | -         | 48            | 48            |                       |
| ATR 72-600 | 12      | -         | 70            | 70            |                       |
| ATR 72-600 | 12      | -         | 72            | 72            |                       |
| Dash 8-100 | 2       | -         | 37            | 37            | W trakcie wycofywania |
| Łącznie    | 17      | 0         |               |               |                       |

## Oceny konsumentów
Według portalu Skytrax zajmującego się ocenianiem jakości linii i lotnisk Olympic Air otrzymało 3/5 gwiazdek (tyle co polski LOT), a zbiorcza ocena użytkowników to 8/10 punktów. 